# Flowers (canção de Miley Cyrus)
"Flowers" é uma canção da cantora estadunidense Miley Cyrus, lançada em 12 de janeiro de 2023, através da Columbia Records, como primeiro single de seu oitavo álbum de estúdio, Endless Summer Vacation. A canção foi escrita por Cyrus, Gregory Aldae Hein e Michael Pollack, e conta com produção de Kid Harpoon e Tyler Johnson. A canção foi um enorme sucesso, estreando no topo da Billboard Hot 100, nos Estados Unidos, e da UK Singles Chart, no Reino Unido. "Flowers" acumulou mais de 101 milhões de streams no Spotify em sua semana de lançamento, além de ter alcançando o topo das paradas de mais de 35 países ao redor do mundo. Ganhou os prêmios de Gravação do Ano e Melhor Performance Solo de Pop no 66º Grammy Awards, além de receber indicação na categoria de Canção do Ano.

## Antecedentes e lançamento
Em 16 de dezembro de 2022, pôsteres que continham a frase "New Year, New Miley" (trad: Ano novo, Miley nova) foram avistados pela cidade de Los Angeles. Nos dias seguintes, pôsteres similares começaram a ser avistados em outras cidades pelos Estados Unidos e outros países, ao passo que a cantora inseriu a frase em sua biografia no Twitter e no Spotify. Em 19 de dezembro, uma contagem regressiva que se encerraria em 12 dias foi publicada no site oficial de Cyrus. Em 31 de dezembro, ao fim da contagem regressiva no seu site, Cyrus anunciou a data de lançamento de "Flowers", através de suas redes sociais, enquanto apresentava seu concerto especial de fim de ano, transmitido pela NBC, Miley's New Year's Eve Party, ao lado de Dolly Parton. Originalmente anunciada para ser lançada em 13 de janeiro, a canção acabou por ser lançada um dia antes em algumas partes do mundo. No entanto, a canção foi lançada em 13 de janeiro na Austrália, que corresponde ao dia do aniversário de seu ex-marido, Liam Hemsworth, e de onde ele é.

## Composição
Escrita por Cyrus, Gregory Aldae Hein e Michael Pollack, com produção de Kid Harpoon e Tyler Johnson, "Flowers" trata do relacionamento da artista com seu ex-marido, Liam Hemsworth. "Flowers" é uma partida do som do rock dos anos 80 que caracterizou seu álbum de 2020, Plastic Hearts. Descrita como um "hino de vingança", é uma canção disco-funk "vibrante" com uma seção de cordas que lembra o flamenco. O refrão de "Flowers" faz referência e pode ser interpretado como uma resposta às letras do refrão de "When I Was Your Man" (2012), de Bruno Mars, canção que Hemsworth, por sua vez, havia dedicado à cantora enquanto ainda estavam juntos. Mary Siroky da Consequence pensou que os "vocais roucos de Cyrus oferecem uma vantagem para o hino em tom disco" e que a música interpola "I Will Survive" (1978) de Gloria Gaynor e "When I Was Your Man" (2012) de Bruno Mars. Ela ainda opinou que "Flowers" soa como "se o tom nebuloso e pacífico da Califórnia de 'Malibu' fosse aplicado a uma faixa dance-pop".
Gabrielle Sanchez do Yahoo! chamou "Flowers" de "uma faixa corajosa sobre ostentar sua autoconfiança e independência, não mais depender de outra pessoa para se sentir completo". Anna Gaca da Pitchfork o descreveu como um "hino de vingança". Mary Siroky da Consequence sentiu que Cyrus está "abraçando sua história como sua, entrando em sua autonomia de uma forma totalmente realizada". Dale Maplethorpe da Gigwise sentiu que "o tema da música é amor próprio e aceitação". Jason Lipshutz, da Billboard, comparou a música ao single "Slide Away" (2019) de Cyrus, acrescentando que "Flowers" "foca muito mais na autossustentabilidade do que na vingança, trocando a melancolia de uma música como ... 'Slide Away' por uma mais perspectiva assertiva".

## Recepção da crítica
De acordo com Jason Lipshutz da Billboard, o single não é uma "reinvenção completa" para Cyrus, mas é um "pop robusto e sussurrante, e cativa sem sinos ou assobios". Lindsay Zoladz, do The New York Times, descreveu o single de retorno de Cyrus como "alegre" e acrescentou que "a melodia do refrão relativamente moderada pode não exigir muito de Cyrus, mas seus vocais são imbuídos de maturidade descontraída e autoconfiança convincente". Mary Siroky da Consequence apreciou a música e Cyrus, dizendo "[Cyrus] tocou com gêneros extensivamente ao longo de sua carreira, e provavelmente porque sua voz soa bem em cada um deles". Ela continua a aumentar a aclamação da crítica dizendo "uma vez que o refrão [em 'Flowers'] chega, ela chega à conclusão de que tudo vai ficar bem, e há até uma grande chance de ela ficar melhor daqui para frente". Ela também deu à música o status de "Canção da Semana".
Dale Maplethorpe, da Gigwise, sentiu que a "voz incrivelmente reconhecível de Cyrus soando fantástica" e observou que no refrão "ouvimos uma linha de baixo funky e uma bateria matadora que não deixa o ouvinte com muito mais o que fazer além de fazer um movimento". No entanto, ele sentiu que a música "parece que não cresceu tanto quanto poderia" e "falta o grande final que parece provocar". Escrevendo para a Pitchfork, Anna Gaca descreveu o single como "genérico" e a entrega vocal de Cyrus como "sinceramente despreocupada". Gaca comparou ainda mais negativamente a música com "Shakira: Bzrp Music Sessions, Vol. 53", afirmando que "chamar isso de vingança é uma ilusão, não quando Shakira está pronta para chamá-lo de Twingo: o que realmente estamos lidando aqui é auto-ajuda" implicando que a última abordou o tema da vingança de uma maneira melhor.

## Videoclipe
"Flowers" foi lançada junto de seu videoclipe oficial, dirigido por Jacob Bixenman. O vídeo começa com um plano geral de Cyrus andando sobre uma ponte em Elysian Park, Los Angeles usando um vestido Yves Saint Laurent vintage dourado com capuz e óculos de sol. Então, o clipe muda para ela desfilando, nadando, malhando, e dançando sozinha. Refletindo seus motivos líricos de amor próprio e empoderamento, o videoclipe de "Flowers" mostra Cyrus abraçando uma estética vintage, sedutora e andrógina.[26] A revista de moda americana Vogue classificou Cyrus usando a peça vintage dourada de Yves Saint Laurent como um "momento mic drop", afirmando que "em algum lugar no metafórico hall da fama vintage, um sábio da segunda vida está afixando uma placa com o nome de Miley Cyrus na parede". O CR Fashion Book disse que Cyrus "entregou alguns momentos sérios da moda" no vídeo, incitando uma nova era da moda para a cantora, "uma que reflete o espírito de Cyrus como artista, mas também como um ícone da moda para a geração atual". No videoclipe, Cyrus também é vista usando um conjunto de lingerie preta La Perla Brigitta. Natalie Salmon, da Hello Magazine, escreveu um artigo relatando que as pesquisas online por 'conjuntos de lingerie preta' aumentaram 413% após o lançamento de "Flowers".

## Desempenho comercial
Após seu lançamento, "Flowers" alcançou o topo das tabelas diárias globais de todos os principais serviços de streaming e vendas digitais: iTunes, Spotify e Apple Music. Em suas primeiras 24 horas, "Flowers" acumulou 7.71 milhões de streams no Spotify, estreando na terceira posição da parada diária global, consequentemente tornando-se a maior estreia de Cyrus na plataforma. Em seu segundo dia, a canção atingiu topo da parada diária da plataforma nos Estados Unidos. Em seu terceiro dia, a canção alcançou o topo da parada diária global do Spotify, obtendo 10.97 milhões de streams, dando à Cyrus seu primeiro #1 na parada diária global da plataforma. Eventualmente, em uma semana, "Flowers" tornou-se a canção mais rápida a ultrapassar a marca de 100 milhões de streams na história do Spotify, quebrando o recorde anterior detido por "Butter" de BTS, de oito dias. Entre 13 e 20 de janeiro de 2023,"Flowers" obteve 96.032.624 de streams no Spotify, tornando-se a maior semana para uma canção na história da plataforma (anteriormente, o recorde era de "Easy on Me" de Adele com mais de 85 milhões de streams). Na semana seguinte, obteve 115.156.896 streams, quebrando o recorde mais uma vez. A canção permaneceu por mais de 40 dias consecutivos no topo da parada diária global do Spotify.
"Flowers" estreou no topo da Billboard Global 200 devido a 179.1 milhões de streams e 98.000 downloads digitais vendidos em todo o mundo. Tornou-se a terceira maior semana de streaming de uma música na história da parada, atrás de "Butter" do BTS (289.5 milhões) e "Pink Venom" do Blackpink (212.1 milhões).

### América do Norte
Nos Estados Unidos, "Flowers" estreou no topo da Billboard Hot 100, tornando-se a primeira canção de Cyrus a debutar diretamente na primeira posição da tabela, e a segunda da cantora a alcançar o topo, atrás de "Wrecking Ball" (2013). A canção permaneceu no topo da tabela durante seis semanas consecutivas. O single também foi alcançou  topo da parada o topo das paradas Global 200, Streaming Songs, Digital Song Sales e estreou em 18º lugar na tabela Radio Songs. "Flowers" também estreou na 14ª posição da tabela Adult Top 40, 15ª na Adult Contemporary e 16ª na Pop Airplay. Na mesma semana, Cyrus alcançou o pico de número três na tabela Billboard Artist 100 ao passo que seu catálogo obteve um crescimento de 65% em streaming nos Estados Unidos.
No Canadá, "Flowers" debutou na primeira posição da Canadian Hot 100, tornando-se a segunda canção número um de Cyrus na tabela, depois de "Wrecking Ball" (2013).

### Internacional
No Reino Unido, "Flowers" estreou no topo do UK Singles Chart, com 92.000 unidades, em parte devido aos 9.9 milhões de streams, que foi a maior primeira semana desde "As It Was" de Harry Styles em abril de 2022. Tornou-se a terceira canção de Cyrus a alcançar o topo da tabela, depois de "We Can't Stop" e "Wrecking Ball", ambas de 2013, e a primeira a permanecer mais de um semana no topo da tabela. A canção permaneceu em primeiro lugar no Reino Unido em sua segunda semana devido a 121.000 unidades vendidas, em parte devido a 13 milhões de streams. Em 27 de janeiro de 2023, a canção recebeu o certificado de prata pela British Phonographic Industry pelas mais de 200.000 unidades vendidas na região.
Na Austrália, "Flowers" estreou na primeira posição da ARIA Singles Chart, tornando-se o primeiro single número um de Cyrus no país. Na Alemanha, "Flowers" estreou na segunda posição da Offizielle Deutschen Singles Charts e subiu para o topo da tabela em sua segunda semana, tornando-se a primeira canção número um de Cyrus no país.
A canção também liderou as paradas na Áustria, Bélgica, Croácia, Chéquia, Dinamarca, Finlândia, Grécia, Hungria, Islândia, Irlanda, Israel, Lituânia, Holanda, Nova Zelândia, Noruega, Polônia, Portugal, Romênia, Eslováquia, África do Sul, Suécia, e Suíça.

## Equipe e colaboradores
Créditos adaptados do Tidal.
- Miley Cyrus – vocais, composição, produção executiva, percussão
- Kid Harpoon – produção, baixo, baterias, violão, sintetizador
- Gregory Aldae Hein – composição
- Tyler Johnson – produção, violão, teclados, sintetizador
- Randy Merrill – engenharia de masterização
- Rob Moose – cordas
- Michael Pollack – composição, teclados
- Brian Rajaratnam – engenharia
- Doug Showalter – teclados
- Mark "Spike" Stent – engenharia de mixagem
- Matt Wolach – assistente de engenharia

## Tabelas musicais

### Tabelas semanais
| Tabela musical (2023)                           | Melhor posição |
| ----------------------------------------------- | -------------- |
| África do Sul (Billboard)                       | 1              |
| Alemanha (Official German Charts)               | 1              |
| Argentina (Argentina Hot 100)                   | 3              |
| Austrália (ARIA)                                | 1              |
| Áustria (Ö3 Austria Top 40)                     | 1              |
| Bélgica (Ultratop 50 Flanders)                  | 1              |
| Bélgica (Ultratop 50 Wallonia)                  | 1              |
| Bolívia (Billboard)                             | 2              |
| Brasil (Billboard)                              | 4              |
| Brasil - Airplay (Pop Internacional)            | 1              |
| Canadá (Canadian Hot 100)                       | 1              |
| Canadá - CHR/Top 40 (Billboard)                 | 1              |
| Canadá - Hot AC (Billboard)                     | 2              |
| Chéquia (ČNS IFP)                               | 1              |
| Chile (Billboard)                               | 5              |
| Colômbia (Billboard)                            | 4              |
| Coreia do Sul - BGM (Circle)                    | 46             |
| Coreia do Sul - Download (Circle)               | 75             |
| Costa Rica (FONOTICA)                           | 2              |
| Croácia (HRT)                                   | 1              |
| Croácia (Billboard)                             | 1              |
| Dinamarca (Tracklisten)                         | 1              |
| El Salvador (Monitor Latino)                    | 2              |
| Equador (Billboard)                             | 3              |
| Eslováquia (ČNS IFP)                            | 1              |
| Espanha (PROMUSICAE)                            | 2              |
| Estados Unidos (Billboard Hot 100)              | 1              |
| Estados Unidos - Adult Contemporary (Billboard) | 8              |
| Estados Unidos - Adult Top 40 (Billboard)       | 3              |
| Estados Unidos - Digital Song Sales (Billboard) | 1              |
| Estados Unidos - Mainstream Top 40 (Billboard)  | 11             |
| Estados Unidos - Streaming Songs (Billboard)    | 1              |
| Filipinas (Billboard)                           | 1              |
| Finlândia (Suomen virallinen lista)             | 1              |
| França (SNEP)                                   | 1              |
| Global 200 (Billboard)                          | 1              |
| Global 200 - Excl. US (Billboard)               | 1              |
| Grécia (Billboard)                              | 1              |
| Guatemala - Airplay (Monitor Latino)            | 9              |
| Hungria (Single Top 40)                         | 1              |
| Hungria (Stream Top 40)                         | 1              |
| Índia (IMI)                                     | 4              |
| Indonésia (Billboard)                           | 8              |
| Irlanda (IRMA)                                  | 1              |
| Islândia (Billboard)                            | 1              |
| Israel (Media Forest)                           | 1              |
| Itália (FIMI)                                   | 3              |
| Japão - Hot Overseas (Billboard Japan)          | 1              |
| Letônia (EHR)                                   | 16             |
| Lituânia (AGATA)                                | 1              |
| Luxemburgo (Billboard)                          | 1              |
| Malásia (Billboard)                             | 2              |
| México (Billboard)                              | 3              |
| Noruega (VG-lista)                              | 1              |
| Nova Zelândia (Recorded Music NZ)               | 1              |
| Países Baixos (Dutch Top 100)                   | 4              |
| Países Baixos (Single Top 100)                  | 2              |
| Panamá (Monitor Latino)                         | 2              |
| Paraguai (Monitor Latino)                       | 1              |
| Peru (Billboard)                                | 2              |
| Polónia (Billboard)                             | 1              |
| Polónia (Polish Airplay Top 100)                | 1              |
| Portugal (Billboard)                            | 1              |
| Portugal (AFP)                                  | 1              |
| Reino Unido - UK Singles (OCC)                  | 1              |
| Roménia (Billboard)                             | 1              |
| Rússia - Airplay (TopHit)                       | 1              |
| Singapura (Billboard)                           | 1              |
| Suécia (Sverigetopplistan)                      | 1              |
| Suíça (Schweizer Hitparade)                     | 1              |
| Uruguai (Monitor Latino)                        | 6              |
| Venezuela (Record Report)                       | 25             |
| Vietname (Vietnam Hot 100)                      | 1              |

## Certificações
| Região | Certificação | Unidades/vendas |
| --- | ------------ | --------------- |
| Alemanha (BVMI) | Ouro         | 200.000‡        |
| Austrália (ARIA)                                                                                                   | 2× Platina   | 140.000‡        |
| Áustria (IFPI Austria)                                                                                             | Ouro         | 15.000‡         |
| Dinamarca (IFPI Danmark)                                                                                           | Platina      | 90.000‡         |
| Espanha (PROMUSICAE)                                                                                               | Platina      | 60.000‡         |
| França (SNEP) | Ouro         | 100.000‡        |
| Grécia (IFPI Greece)                                                                                               | Platina      | 2.000.000*      |
| Itália (FIMI) | Ouro         | 50.000‡         |
| México (AMPROFON)                                                                                                  | Platina      | 140.000‡        |
| Nova Zelândia (RMNZ)                                                                                               | Ouro         | 15.000‡         |
| Polónia (ZPAV) | Platina      | 50.000‡         |
| Reino Unido (BPI)                                                                                                  | Ouro         | 400.000‡        |
| Suécia (GLF) | Platina      | 8.000.000*      |
| Suíça (IFPI Switzerland)                                                                                           | Platina      | 20.000‡         |
| *valores de streaming baseados apenas na certificação ‡vendas+valores de streaming baseados apenas na certificação |              |                 |